# MICA (rakéta)
A MICA (Missile d'Interception et de Combat Aérien) légiharc-rakéta amelyet a franciaországi központú MBDA konszern fejleszt és gyárt. A rakéta fejlesztése 1982-ben indult, az első indításait 1991-ben végezték és elsősorban a francia Mirage 2000 és a Rafale vadászrepülőgépek fedélzeti fegyvere, de ma már létezik földfelszíni indítású légvédelmi változata is VL MICA néven. Utóbbi változat hatótávolsága mindössze 20 kilométer a légi indítású változat több mint 60 kilométeres hatótávolságával szemben. A MICA rakéta érdekessége, hogy kétféle változatban, eltérő rávezetési megoldással gyártják: létezik passzív infravörös illetve aktív lokátoros változata is. Előbbi legfeljebb 20 km-re lévő célok ellen hatásos, míg utóbbi hatótávolsága ennek akár háromszorosa is lehet.